# Lista över svenska idiomatiska uttryck

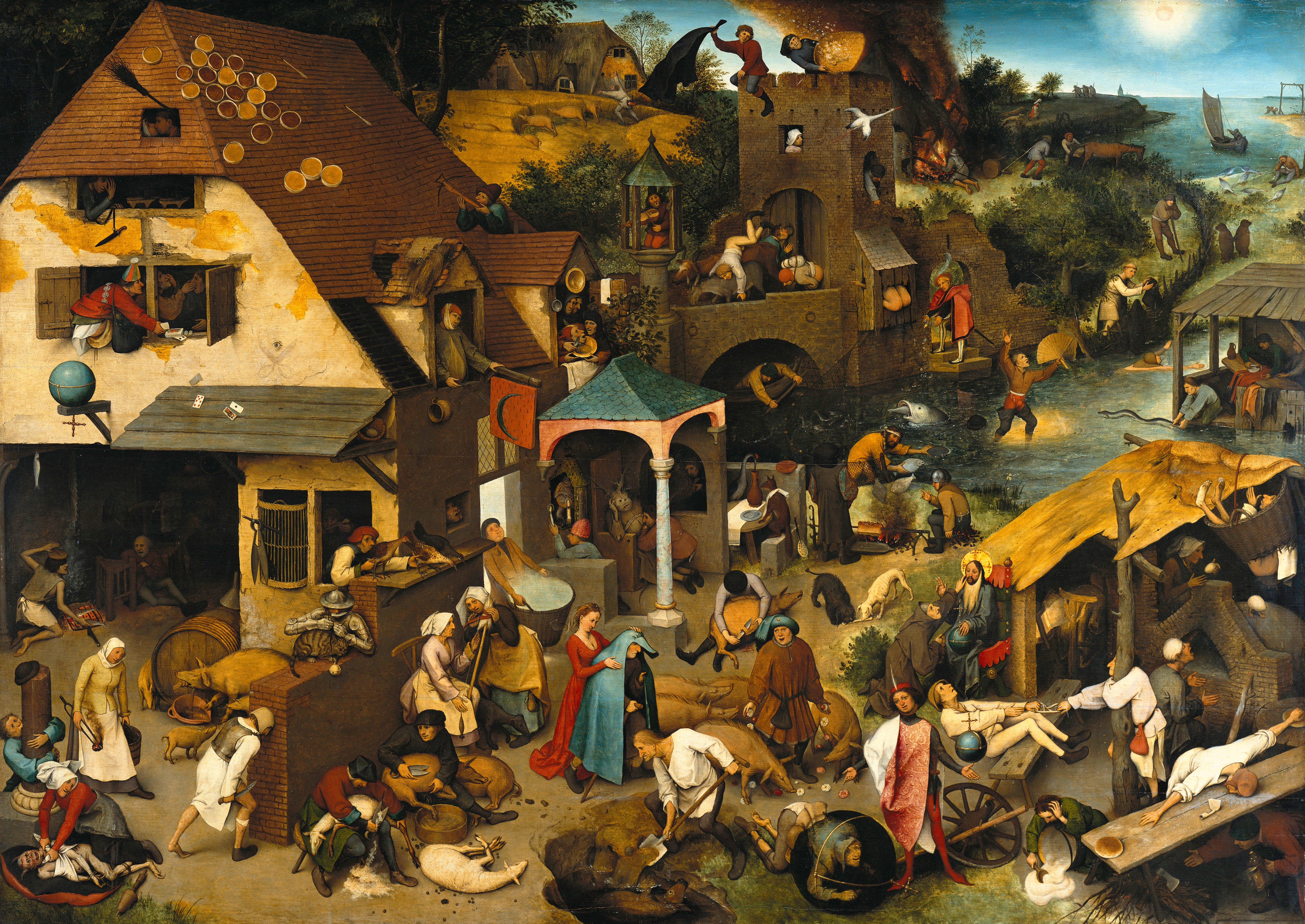
Nederländska ordspråk (1559) av Pieter Brueghel den äldre illustrerar nederländska ordspråk och idiom varav flera även förekommer i svenskan.

Detta är en lista över svenska idiomatiska uttryck, det vill säga fasta uttryck med en egen innebörd som inte framgår av de enskilda ordens betydelse, och som till skillnad från ordspråk kan anpassas något och fogas in i meningar. 
Sortering sker vanligen inte på ord som ”en”, ”som”, ”inte", eller ”ha”, såvida inte dessa är en nödvändig del av uttrycket. Exempelvis kan ”en vacker dag” betyda ”någon gång i framtiden”. Enbart ”vacker dag” saknar denna betydelse, så ”en” utgör en integral del av uttrycket. 

## A
- Alla taggar utåt – Inte vara mottaglig för avvikande åsikter, ge ett aggressivt bemötande. Från igelkottens utfällda taggar[1].
- Alla tiders – Utomordentligt.[2]
- Allena saliggörande – Om något (det enda) som ska lösa ett problem.[3]
- Ana argan list – Ana att något obehagligt är på gång.[3]
- Ana ugglor i mossen – Ana något misstänkt, misstänka en dold fälla.[2][3]
- Andra bullar – en strängare ordning är att vänta.[4]
- Anno dazumal – Från gamla (och lite löjliga) dar, från förr.[2] Av latinets anno, ”i år”, och tyskans dazumal, ”då för tiden”.
- Armbåga sig fram – Tränga sig fram, skaffa sig egna fördelar på bekostnad av andra.[5]
- Av samma korn och skrå – Variant av uttrycket ”Av samma skrot och korn”, med identisk betydelse.[6]
- Av samma skrot och korn – Vara av samma (underförstått dåliga) kvalitet eller sort.[3]
- Avsked på grått papper – Få avsked/sparken från en anställning på ett snöpligt sätt, alternativ ohedersamt, med dåligt betyg, kanske anklagelse om misskötsel eller brott.[3]

## B
- Bakom flötet – Inte fatta vad saken gäller.[2]
- Bakom lyckta dörrar – Utan allmän insyn.[3]
- Bakom lås och bom – I fängelse, i säkert förvar.[3]
- Balansera på slak lina – Att riskera något och vara osäker på utgången.[5]
- (Som) balsam för själen – Något som ger tröst eller lindring.[5]
- Barka åt skogen – Det kommer att gå illa.[5] ”Det barkar åt skogen”, ”Se vartåt det barkar”.
- Barn av sin tid – När någon eller något är präglat av den tid man lever i.[5]
- Basunera ut – Högljutt meddela något.[3]
- Be för sin sjuka mor – Att be om något för någon annans räkning, när det egentligen är man själv som vill ha det.[5]
- Befinna sig i fritt fall – Om något som försämras i rask takt.[5]
- Befinna sig i förskingringen – Vara på en plats långt hemifrån.[5] ”Uppsalabor i förskingringen”, om tidigare uppsalabor som nu bor på annan plats. Se även diaspora.
- Begära någons huvud på ett fat – Begära ett strängt straff för någon.[5] Uttrycket går tillbaka på Herodes Antipas styvdotter Salome som begärde och fick Johannes Döparens huvud på ett fat. Berättelsen återges i Matt. 14 och Mark. 6.
- Behandla/ta i någon med silkesvantar – Behandla någon mycket försiktigt. Även omvänt ”här användes inga silkesvantar” om hård och hänsynslös behandling.[5]
- Bara toppen av ett isberg/på isberget – Man börjar inse att ett problem är betydligt större än det verkar vid en första anblick.[5]
- Beväpnad till tänderna – Vara väl förberedd och utrustad. ”Studenterna var beväpnade till tänderna med frågor inför sista föreläsningen.”[5]
- Binda ris för/åt egen rygg – Själv oavsiktligt erbjuda underlag för kritik.[3]
- Bita av någon – Bryskt avbryta någon.[5]
- Bita huvudet av skammen – Visa sig inte skämmas för att ha gjort något mycket skamligt
- (Få/tvingas) bita i det sura äpplet – Göra något som man inte vill.[5]
- Bita i gräset – Förlora, misslyckas, avlida.[5]
- Bjuda med armbågen – Bjuda någon utan att egentligen mena det, även att erbjuda något som egentligen inte är värt särskilt mycket.[5]
- Bjuda till – Anstränga sig, göra sitt bästa.[5]
- Black om foten – Ett svårt hinder.[7]
- Blek kopia – Något som inte är lika bra som originalet.[5]
- Bli blåst/snuvad/lurad på konfekten – Känna sig lurad (på något).[5]
- Bli vid sin läst – Inte försöka sig på något nytt, hålla sig till en påtagen uppgift.[5] Se även läst.
- Blod på händerna – Vara skyldig till våldsbrott (t ex om regim).[7]
- Blodad tand – Bli inspirerad att göra mer av något.[7]
- Blommor och bin – Vardagligt om frågor som rör fortplantning och sexualitet (när man till exempel talar om dem med barn).[5]
- Blåsa faran över – Konstatera att det farliga läget har passerat.[7]
- Bollen är rund – Utgången är oviss, allt kan hända. Yttrat av Gunnar Gren, med innebörden att resultatet av fotbollsmatch inte går att förutse.[7]
- Brinna för något – Vara mycket engagerad i något.[8]
- Brinner i knutarna – Det är mycket bråttom.[7]
- Bränna sina broar – Förstöra sina möjligheter till återvändo, återtagande eller reträtt. Fatta beslut, vidta åtgärder, ställa ultimatum eller ge löften på ett sådant sätt att de inte kan återtagas, och att de måste följas till sin slutgiltiga konsekvens oavsett vad som händer. Jämför med ”måla in sig i ett hörn.” SAOB anger under "Bränna sina skepp" även betydelsen "rifva alla broar bakom sig”.[9] Att bränna broar över naturliga hinder såsom t ex floder och raviner är mycket vanlig taktik vid militär reträtt, i syfte att försvåra efterföljande för fienden. Det medför dock att den egna möjligheten att återta uppgiven terräng också avsevärt försvåras.
- Bränna sina skepp – Göra en återgång till det gamla omöjlig.[10]
- Bränna sitt ljus i båda ändar – Oklokt utnyttjande av sina krafter.[10]
- Bröd och skådespel – Att köpa sig makt av folket genom materiella ting och ytliga nöjen. Se Bröd och skådespel.[11]
- Bulla upp – Duka fram mycket med mat eller dryck.[7]
- Bygga broar – Försöka skapa något som förenar.[7]
- Bygga luftslott – Drömma ljusa men svagt underbyggda drömmar.[10]
- Byta fot – Plötsligt ändra åsikt.[7]
- Både ha och äta kakan / både äta kakan och ha den kvar – Göra två saker som inte båda låter sig göras.[7]
- Bära hundhuvudet – Få bära skulden för något.[10]
- Bära något i sitt sköte – Komma att medföra.[10]
- Bära syn för sägen – Bevisa något som tidigare påståtts.[10]
- Börja på ny kula – Börja om på nytt.[10]

## C
- Cirkeln är sluten – Att något eller någon åter är där det började.[5]

## D
- Damma av något – Ta något i bruk igen.[5]
- Dansa efter någons pipa – Rätta sig efter någons vilja.[5] Uttrycket tros komma från 1500-talet där björnförare använde en pipa för att dressera björnar och där björnen dansade till pipan.[12]
- Dansa på någons grav – Triumfera när någon dött eller trätt tillbaka.[5]
- Dans på rosor – Lätt uppgift, roande. Ofta negerat: ”Det är minsann ingen dans på rosor!”[13]
- Dansen kring den gyllene kalven/guldkalven – Penningdyrkan, penningbegär (jämför guldkalven).[5]
- Den breda vägen – Syndens väg.[7]
- Den dagen, den sorgen – Om något bekymmersamt som man inte behöver oroa sig för i förtid.[5]
- Den fula ankungen – om en förbisedd person som så småningom istället blir beundrad.[5] Från H.C. Andersens saga med samma namn.
- Den gubben går/gick inte – Vardagligt, när man inte går med på något.[5]
- Det blev pannkaka av alltihop – När något blivit helt misslyckat.[5]
- Det bästa är fiende till det goda – Försök att förbättra något hindras med motiveringen att resultatet fortfarande kommer ha brister.[14]
- Det fina i kråksången – Finessen, poängen i något.[5] Tidigast känt från Positivhalaren (1843) av August Blanche[15] men eftersom "Det fina av kråksången" redan förekommer 1839 i en tidningsartikel i Göteborgs Handels- och sjöfartstidning är det troligt att det är ett äldre folkligt uttryck.[16]
- Det flyger inga stekta sparvar i munnen på en – Man får inget gratis.[7]
- Det går sin gilla gång – När inget sker utom det vanliga.[5]
- Det går utför – 1. Det är nerförsbacke. 2. Om något som ständigt försämras.[5]
- Det knallar och går – Allt är som det ska, ganska bra eller som vanligt.[5]
- Det kan du hoppa upp och sätta dig på – Tvärsäker försäkran.[17]
- Det kan du skriva upp – Tvärsäker försäkran.
- Det lackar mot jul eller det lider mot jul – Julafton närmar sig.[5]
- Det man inte har i huvudet får man ha i benen. – Man är glömsk och får gå flera gånger.[5]
- Det står och faller med honom/henne/den/det – Nödvändigt villkor för existens.[5]
- Det täcka könet – Kvinnan.[5]
- Det vete fåglarna – När man inte vet eller är osäker.[5]
- Ditt och datt – Lite av varje.[5] En variant även dittan och dattan.
- Don efter person – När ett föremål passar en viss person särskilt bra, ofta skämtsamt.[5]
- Dra/skära/ta alla över en/samma kam eller låta alla gå över samma kam – att negativt bedöma alla efter samma mall.[5] Även som ordspråk. Ursprungligen felöversatt från tyska: ”Alles über einen Kamm scheren”, vilket egentligen betyder: ”Frisören använder samma kam till alla kunder.” 'Scheren' betyder i sammanhanget klippa hår, som tolkats som 'skära'. Uttrycket är känt i Sverige sen 1600-talet. Även formen ”dra alla över en kant” förekommer, vilket Språkrådet dock avråder från.[18][ej i angiven källa]
- Dra/släpa benen efter sig eller dra på benen – Att söla.[5]
- Dra det längsta/kortaste strået – Att vinna respektive förlora i en tvistefråga.[5]
- Dra dit pepparn växer – Önska att någon försvinner. (Kraftuttryck, men mildare än dra åt helvete.)[5] Känt sedan 1700-talet. Avsåg något land långt bort där peppar odlas.[19]
- Dra det tyngsta lasset – Göra det mesta arbetet.[5]
- Dra en lans för någon/något även bryta en lans … – Högt försvara någon/något. Rikta uppmärksamheten på något.[5]
- Dra ett streck över det som varit – Att glömma oförrätter.[5]
- Dra/hålla i trådarna – Att ha kontrollen över någon viss verksamhet.[5]
- Dra/hålla i tåtarna – Att diskret kontrollera och styra.[5]
- Dra igång – Börja.[5]
- Dra ihop sig – Man tror att något börjar.[5] Ofta på formen ”Det drar ihop sig” eller ”Det börjar dra ihop sig”
- Dra/ta lärdom av något – Att lära sig något av ett fel.[5]
- Dra mig baklänges – Uttryck för förvåning.[5]
- Dra något gammalt över sig – När man vill avfärda någon eller inte ha med någon att göra: ”Du kan dra något gammalt över dig!”[5]
- Dra något i långbänk – Att förhala, långdragen process som fördröjer beslut.[5]
- Dra på munnen/smilbanden/smilbandet – Le.[5]
- Dra på trissor – Uttryck för förvåning eller lättare missnöje.[5]
- Dra sig till minnes – Erinra sig.[5]
- Dra sig tillbaka – Avlägsna sig. Lämna sin anställning och gå i pension. Etc.[5]
- Dra sina färde – Ge sig iväg.[5]
- Dra sin sista suck – Att dö.[5]
- Dra sitt strå till stacken – Att lämna sitt bidrag.[5] Anspelar på en myras arbetsinsats med myrstacken.[källa behövs]
- Dra timmerstockar – Snarka kraftigt.[5]
- Dra/rycka undan mattan för någon/något – Plötsligt göra förutsättningarna osäkra för någon/något.[5]
- Dra ut på något – Förlänga ett skeende.[5]
- Dra ut på tiden – Ta längre tid än väntat, dröja.[5]
- Dra växlar på något – Utnyttja och dra fördelar av något.[5]
- Dra åt svångremmen – Anpassa sig efter knappare ekonomiska förhållanden.[5]
- Dra öronen åt sig – Ana oråd.[5]
- Dragen vid näsan – Bli lurad.[5]
- Driva något till sin spets – Gå så långt det är möjligt i en fråga eller konflikt.[5]
- Droppe i havet – En mycket obetydlig mängd.[7]
- Droppen som fick bägaren att rinna över ibland bara droppen – När något gör att tålamodet med något slutligen tryter.[5]
- Duka under – Ge vika, gå under.[5]
- Dummare än tåget – När någon är oerhört dum.[5]
- Dyka upp som gubben ur lådan - När någon, till synes från ingenstans och/eller efter lång tid, oväntat dyker upp.[20]
- Därom tvista de lärde – När ett problem är svårt eller omöjligt att avgöra. Ofta skämtsamt.[5]
- Döden i grytan – Något är det mest olycksbringande som kan hända. Talesätt som kommer från Andra Kungaboken 4:38-41 i Gamla Testamentet där profeten Elisha gjorde giftig mat ätbar.[21]

## E
- Eftertankens kranka blekhet – Bitter eftertanke.[2] Från Carl August Hagbergs översättning av William Shakespeares drama Hamlet.[22]
- Ekorrhjulet, sitta fast i ekorrhjulet, ta sig ur ekorrhjulet – Hamna eller vara i en situation med saker som görs om och om igen och som inte leder någonstans, eller en situation där man blir stressad och inte kan uträtta något.[2][7]
- Eld och lågor – Mycket entusiastisk.[7]
- Elda för kråkorna – Slösa med bränsle eller värme.[7]
- En annan femma – En annan sak, det förändrar saken. Oftast abstrakt.[7]
- En fågel har viskat/kvittrat (i mitt öra) – Ha hört ett rykte, någon har sagt att något.[7] Uttrycket återfinns i Bibeln, Predikaren 10:20.
- En gång för alla – Slutgiltigt.[7]
- En skruv lös – Lätt korkad, vansinnig eller dum.[7]
- En vacker dag – Någon gång när man minst anar det.[7]
- Enligt/efter konstens alla regler – grundligt, ordentligt, iakttagande av vederbörliga ceremonier"[23]
- Ett hår av Hin – En mycket elak person.[7] ”Hin” är en kortform av Hin håle, ett noaord för Satan.
- Ett kok stryk – Ordentligt med stryk.[2]
- Ett strå vassare – En smula bättre.[7]

## F
- Falla i god jord – Tas emot med intresse eller uppskattning.[7] Ursprungligen[källa behövs] ur Bibelns evangelier, exempelvis Matteusevangeliet: ”Men somt föll i god jord, och gav frukt, dels hundrafalt, dels sextiofalt, dels trettiofalt”; (Matt. 13:8) om att människor tar emot förkunnelse och frälsning på olika vis, utifrån sina respektive förutsättningar.
- Falla/hamna mellan stolarna – Ett ärende eller motsvarande hamnar mellan olika ansvarsområden och följden blir att ingen tar tag i det.[7]
- Falla någon på läppen – Något som gillas av någon.[7]
- Falla på eget grepp – Misslyckas på grund av egna handlingar.[7]
- Fan och hans moster – I slutet av uppräkning: Allt möjligt, alla möjliga personer. ”Skafferiet var överfullt av gammalt bröd, mögliga syltburkar och fan och hans moster.”[7]
- Fara med osanning – Tala osanning.[7]
- Fara å/på färde – Något farligt.[7]
- Femte hjulet under vagnen – I vägen eller överflödig.[7]
- Fin i kanten – Att vara lite fånigt förnäm eller kräsen.[7]
- Fina fisken – Utmärkt.[7]
- Fiska i grumligt/grumliga vatten – Skaffa sig fördelar i en förvirrad situation, ofta på ett tvivelaktigt sätt.[7]
- Fjärilar i magen – Känna sig nervös.[2]
- Fjäder i hatten – Fin merit.[7]
- Flyga i luften – Explodera, få ett raseriutbrott.[7]
- Flåsa någon i nacken – Att vara nära att hinna i kapp någon.[7]
- Frid och fröjd – Allmänt positivt. ”Allt är frid och fröjd.”[7]
- Från ax till limpa – Från första idé till färdig produkt i en (tillverknings)process.[7]
- Från vettet – Har tillfälligt tappat förståndet.[7]
- Ful fisk – Skurkaktig person.[7]
- Full i fan eller full i sjutton – Pigg på att skämta och luras (vardagligt).[7]
- Full rulle – I hög fart, eller när det råder hög stämning.[7]
- Få en/sin släng av sleven – Få en del av något, vanligen obehagligt utan att man är den som det huvudsakligen riktas mot.[24]
- Få en syl i vädret – Få yttra sig i ett samtal. Ofta på formen ”Inte få en syl i vädret”.[2]
- Få frispel – Bli väldigt upphetsad.[2]
- Få silkessnöret – Få en uppmaning att säga upp sig. Att få ett uppdrag som man får sparken efter, om man inte klarar av det. Kommer av ett faktiskt bruk i det gamla Osmanska riket, där en misshaglig ämbetsman kunde få ett silkessnöre som uppmaning att ta livet av sig.[7]
- Få sina fiskar varma – Få stark kritik.[7]
- Få tji – Göra ett förargligt bakslag.[7][2]
- Få vatten på sin kvarn – Någon har hävdat en negativ åsikt och det visar sig att han eller hon får ytterligare argument som styrker det han eller hon hävdat.[7]
- Få veta att man lever – Bli hårt ansatt.[7] Exempel ”Hon ska få veta att hon lever när jag får tag i henne!”
- Få ändan ur vagnen – Börja handla efter inaktiv period.[7]
- Född med en silversked i munnen – Att vara gynnad sedan födseln.[2]
- Följa/gå i någons fotspår – Härma någons levnadsbana.[7]
- För allt smör i Småland – ”Inte för allt smör i Småland”, inte till något pris som helst.[7]
- För allt vad tygen håller – Så mycket eller så fort man orkar.[7]
- För fulla muggar – Av alla krafter.[7]
- För handen – Föreligga. ”Inte vara för handen” – inte föreligga.[7]
- För hela slanten – Uteslutande.[7]
- För kung och fosterland – Av alla krafter, (ta i) allt vad man orkar.[7]
- Föra en tynande tillvaro – Ha ett innehållslöst och inaktivt liv; nätt och jämnt vara vid liv
- Föra någon bakom ljuset – Lura någon.[7]
- Förstå hur landet ligger – Se, veta hur något ligger till eller hur det förhåller sig med något.[25][26]
- Förvalta sitt pund – Omsorgsfullt sköta[7]sina ekonomiska tillgångar eller sina talanger. Från Bibeln, Matteusevangeliet 25:14. Även på formerna förvalta sina pund, ockra med sitt pund, nyttja sitt pund, använda sitt pund och ta vara på sitt pund.
- Förvrida huvudet på någon – Att göra någon tokig av förälskelse.[7]

## G
- Gammal i gården, förr gammal i gårde, att ha varit länge på samma plats (arbetsplats), att vara erfaren, att ha varit med länge.[7] ”Gårde” är en dativform av ”gård”.[27][28]
- Gammal ost – Gammal oförrätt.[7]
- Gammal som gatan – Mycket gammal.[7]
- Gamla surdegar – Gamla olösta frågor och problemställningar som orsakar konflikter och bitterhet.[7]
- Ge järnet – Sätta in alla krafter.[7]
- Ge någon en känga – Ge någon en tillrättavisning, ge någon en knäpp på näsan.[7]
- Ge någon fria eller lösa tyglar – Att inte bestämma hålla efter någon hårt. Motsats: Strama tyglar.[7]
- Ge sju för tu – Ge rejält igen, t.ex. för en oförrätt.[7]
- Ge svar på tal – Avfärda någon med ett svar som får den andre att tystna.[7]
- Ge upp andan – Dö.[7]
- Ge vid handen (att) – Påvisar, ”ger resultatet (att)”. Exempel: ”En undersökning av statistiken ger vid handen att färre insjuknar i tbc nu än tidigare”.[7]
- Gjuta olja på vågorna – Lugna de upprörda känslorna.[7]
- Glida fram/in/omkring på en räkmacka – Inte utsättas för motstånd.[2][7]
- Glad som en lärka – Mycket glad.[7]
- Glimten i ögat (med glimten i ögat, ha glimten i ögat) – Ha humor, vara rolig, skämtsam eller gäckande.[11][5]
- Gnugga geniknölarna – Att anstränga sig mentalt.[2]
- Gnugga händerna – Visa sig tydligt belåten.[7]
- Goddag – yxskaft – Att ge ett nonsenssvar på en ställd fråga. Ett svar som inte hänger ihop med frågan.[7] Bakgrunden är en saga där en man, som hör väldigt dåligt, sitter och täljer på en träbit som ska bli ett yxskaft. En förbipasserande hälsar ”Goddag”, men mannen antar att han frågar vad han tillverkar och svarar; ”Yxskaft”, varpå följer en ordväxling där mannen ger helt fel svar på alla tilltal.
- Gripa efter ett halmstrå – Att försöka klara en situation i sista stund.[2]
- Gripa/ta något ur luften – Hitta på.[7]
- Gråa hår, att ge någon gråa hår eller att få gråa hår – Att bli eller göra någon mycket bekymrad.[7]
- Gråta blod – Bli förtvivlad.[7]
- Grädde(n) på moset – Något angenämnt som tillkommer, utöver det som redan nämnts.[7]
- Gräva ned stridsyxan – Sluta fred.[7]
- Gräva sin egen grav – Förstöra för sig själv genom ogenomtänkta handlingar.[5]
- Gräva upp stridsyxan – Inleda krig eller strid.[7]
- Gröna fingrar – Vara bra på att sköta om krukväxter eller trädgård.[7]
- Gå av stapeln – Äga rum.[7] Från sjösättning av fartyg på stapelbädd.
- Gå bakom knuten – Att gå och urinera.[7]
- Gå bakom ryggen på någon – Göra något utan att någon (viss) får reda på det.[5]
- Gå bet på något – Misslyckas med något.[7]
- Gå bort – Avlida.[2]
- Gå dit näsan pekar – Gå rakt fram.[7]
- Gå/skära genom märg och ben – När något är mycket störande. (Kyla, ljud.)[7]
- Gå i bräschen för något – Verka för något, vara föregångare.[2]
- Gå i gamla hjulspår, fastna i gamla hjulspår – När förändring uteblir.[7]
- Gå i graven – Upphöra att finnas.[7]
- Gå i spinn – Uttryck för välbefinnande.[7]
- Gå i stöpet – Misslyckas.[2]
- Gå i taket – Bli mycket upprörd.[7]
- Gå in i väggen – Bli psykiskt eller fysiskt utbränd.[7]
- Gå man ur huse – Då många ställer upp för en sak.[7] ”Huse” är en äldre dativform av ”hus”, i betydelsen hus, hem, bostad.
- Gå med håven – Att försöka få bidrag till något eller att försöka locka fram vänliga omdömen om sig själv på ett för tydligt sätt.[7]
- Gå någon på nerverna – Irritera någon kraftigt.[7]
- Gå på en mina – Råka illa ut.[7]
- Gå på i ullstrumporna – Fortsätta en verksamhet utan att låta sig hejdas eller påverkas.[2]
- Gå på knäna – Att vara nästan helt utmattad.[2]
- Gå på pumpen – Bli lurad, misslyckas.[2][7]
- Gå till botten med något – Undersöka något grundligt.[7]
- Gå till storms mot något – att häftigt angripa någon eller något.[7]
- Gå troll i något – När något blir helt omöjligt att komma tillrätta med.[7]
- Gå under – förintas.[7]
- Gå under jorden – Göra sig omöjlig att efterspana.[7]
- Gå under klubban – Säljas på auktion.[7]
- Gå upp ett ljus för någon – Någon förstår plötsligt, kommer plötsligt till insikt.[7]
- Gå upp i limningen – Inte kunna behärska sig.[7]
- Gå ur tiden – Avlida.[7]
- Gå åt pipan – Gå helt fel, misslyckas.[7]
- Gå åt skogen – Misslyckas.
- Gå över lik – Visa stor hänsynslöshet.[7]
- Gå över ån efter vatten – Att göra någonting på ett krångligare sätt än det behöver vara.[7]
- Göra en fuga – Att sticka hemifrån.[29]
- Göra en pudel – Be om ursäkt eller göra avbön, vanligen offentligt, och oftast på ett påfallande ödmjukt sätt.[30]
- Göra en höna av en fjäder – Försöka få något obetydligt att verka viktigt.[7]
- Göra sig själv rättvisa – Visa sin verkliga förmåga.[7]
- Göra slag i saken – Hastigt avgöra något.[7]
- Göra våld på – Handla i strid med. Göra våld på sig själv – Handla i strid med sin egen övertygelse.[7]

## H
- Ha en gås oplockad med någon – Ha något otalt med någon, ett ouppklarat i förhållande med någon.[7]
- Ha ett finger med i spelet – Vara inblandad.[7]
- Ha något i kikaren – Ha en plan eller avsikt som är lite hemlig för andra.[7]
- Ha något på tungan – Att vara nära att säga eller komma på något (eller ett ord).[7]
- Ha på fötterna – Vara väl förberedd, väl påläst inför en diskussion eller liknande.[7]
- Ha sitt på det torra – Ha en säker ekonomisk ställning.[7]
- Ha tummen i ögat på någon – Noggrant övervaka någon.[3]
- Ha ögon i nacken – Att se allt.[7]
- Ha ögonen med sig – Att vara uppmärksam.[7]
- Hack i häl – Tätt efter, vid förföljande eller liknande.[7]
- Haj på (något) – Har en stor talang för något, vara en hejare på något; jämför ”börshaj”, ”pokerhaj”[31]
- Halka in på ett bananskal – Att hamna i något sammanhang av en ren slump.[7]
- Hals över huvud – Brådstörtat.[7]
- Hamna i blåsväder – Att hamna i en utsatt situation.[2]
- Hamna på överblivna kartan – Att inte bli gift.[7]
- Handen på hjärtat! – Uppriktigt sagt![7]
- Handsken är kastad – Ett avgörande steg är taget.[7]
- Har varit i säck innan det kom i påse – Något som tidigare sagts eller tänkts av någon annan.[3]
- Hatt på hatt  – För mycket av det goda, jämför ”Kaka på kaka”.[7]
- Hatten av för – Allt beröm för.[7]
- Hela baletten – Alltihop.[7] Från tyskan die ganze Palette.[källa behövs]
- Herre på täppan – Den som bestämmer eller dominerar.[7]
- Het potatis – En besvärlig, känslig fråga.[7]
- Het på gröten – Ivrig att agera.[7]
- Hett om öronen – Hamna i ett svårt och utsatt läge.[7]
- Hjärtat på rätta stället – Att vara god, medmänsklig.[7]
- Hoppa i galen tunna – Göra ett felaktigt val.[7]
- Hoppa över skaklarna – Göra något opassande men roligt, vara otrogen.[7]
- Hosta upp – Betala.[7]
- Hugga i sten – Grundligt missta sig.[7]
- Hugget som stucket – När det inte är någon skillnad. Från[källa behövs] översättning av en tysk fäktningsterm; weder gehauen noch gestochen, 'varken huggen eller stucken'. Ofta på formen ”Det är hugget som stucket”
- Huvudet på skaft – Vara klipsk.[2]
- Hålla i trådarna – Ha kontroll.[7]
- Hålla låda – Prata länge och oavbrutet.[7]
- Hålla någon kort – Att behandla någon strängt.
- Hålla sig i skinnet – Lugna ner sig, inte förivra sig, ofta som en uppmaning: ”Håll dig i skinnet!”
- Hålla sig på mattan – Behärska sig. Ursprungligen från 1800-talet, att hålla sig på hallmattan och inte stiga in för långt i huset.
- Hålla sig på sin kant – Vara reserverad och avvaktande. Anses ha sitt ursprung i äldre tiders måltider då alla med var sin sked åt från samma fat och någon trängde sig fram och tog för sig för mycket, uppmanades att hålla sig på sin kant av bordet.
- Hålla tand för tunga – Att inte avslöja en hemlighet; att bita ihop och inte låta tungan spela fritt.
- Hålla tummarna för någon/något – Hoppas på tur för någon, att något ska inträffa. Exempel: Jag håller tummarna för dig.
- Hålla tungan rätt i mun – Samtidigt kunna hålla reda på och inte blanda ihop många sakförhållanden. Ibland skämtsamt varierat som ”Hålla tungan i rätt mun”.
- Häcken full – Ha mycket att göra. ”Häcken” avser en typ av foderbehållare av spjälor.[7]
- Hänga ihop som ler och långhalm – Några som alltid hänger ihop, är mycket goda vänner. Uttrycket kommer från att lera blandat med halm användes som byggmaterial.
- Hänga läpp – Att sura, vara deprimerad eller nedstämd.
- Hängslen och livrem – Fullständigt säkert.[7]
- Här ligger en hund begraven – Något som är misstänkt föreligger.[7]
- Härtill är jag nödd och tvungen – Se brasklapp.[22]
- Högt i tak – Att det är tillåtet med udda åsikter.

## I
- I bara mässingen – Alldeles naken. Troligt ursprung från när silvret i försilvrade mässingsföremål nöttes ner, och mässingen åter framträdde.[32]
- I godan ro – Utan brådska.
- I grevens tid – I absolut sista stund innan det är för sent. Exempel: ”Det var allt i grevens tid du kom!”. Jämför I elfte timmen, i sista minuten.
- I hatten – Berusad.
- I ryggmärgen – När något är ytterst väl inövat eller inlärt.[7]
- I sakta mak – Långsamt.
- I sista minuten/i sista ögonblicket – Med knapp marginal.
- I sitt esse – I högform. Direkt från tyskans in seinem Esse sein, där Esse betyder 'tillstånd'.
- I stort sett – I det närmaste.
- Inte gå av för hackor – Ovanligt bra, av bra beskaffenhet.[7]
- Ingen ko på isen – Ingen fara. Från ordspråket Ingen ko på isen (så länge rumpan är i/på land).
- Inget att hänga i julgranen – Om något som är värdelöst eller mediokert. ”Den där filmen var inget att hänga i julgranen.”[33]
- Inte göra en fluga förnär – Vara mycket snäll.[7]
- Inte ha alla hästar hemma – Vara obegåvad eller inte så smart (jämförlig med inte den vassaste kniven i lådan)
- Inte spotta i glaset – Inte avstå alkohol, och kanske dricka för mycket.[7]
- Inte vara född i farstun – Att inte vara bortkommen eller dum.[7]
- Is i magen – orubbligt lugn.[2]

## J
- Jag mötte Lassie – att ha en avlägsen relation till en känd person. Var länge ett stående inslag i kvällstidningen Expressen där läsare fick skriva in och beskriva sin relation till en känd person.[34]
- Jaga någon med blåslampa – Sätta press på någon.[5]
- Jämföra äpplen och päron – Att jämföra storheter som inte kan jämföras.[3]

## K
- Kacka i eget bo – Att tala illa om sina egna eller sitt eget.
- Kalla fötter – Plötsliga starka betänkligheter.[7]
- Kalla handen – Bli avvisad.[7]
- Kalla kårar – Rysningar.[7]
- Kamma noll – Att inte få något.
- Kasta ett getöga på någon/något – Försöka hålla uppsikt över någon/något, men inte vakta kontinuerligt.
- Kasta in handduken – Att ge upp. När en boxningstränare under en match anser att den egna boxaren inte tål mer stryk kastar tränaren in en handduk i ringen, som en signal till domaren att avbryta matchen.

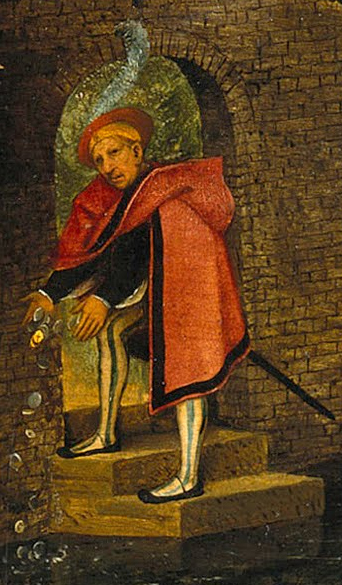
”Kasta pengar i sjön” illustrerat i Nederländska ordspråk från 1559

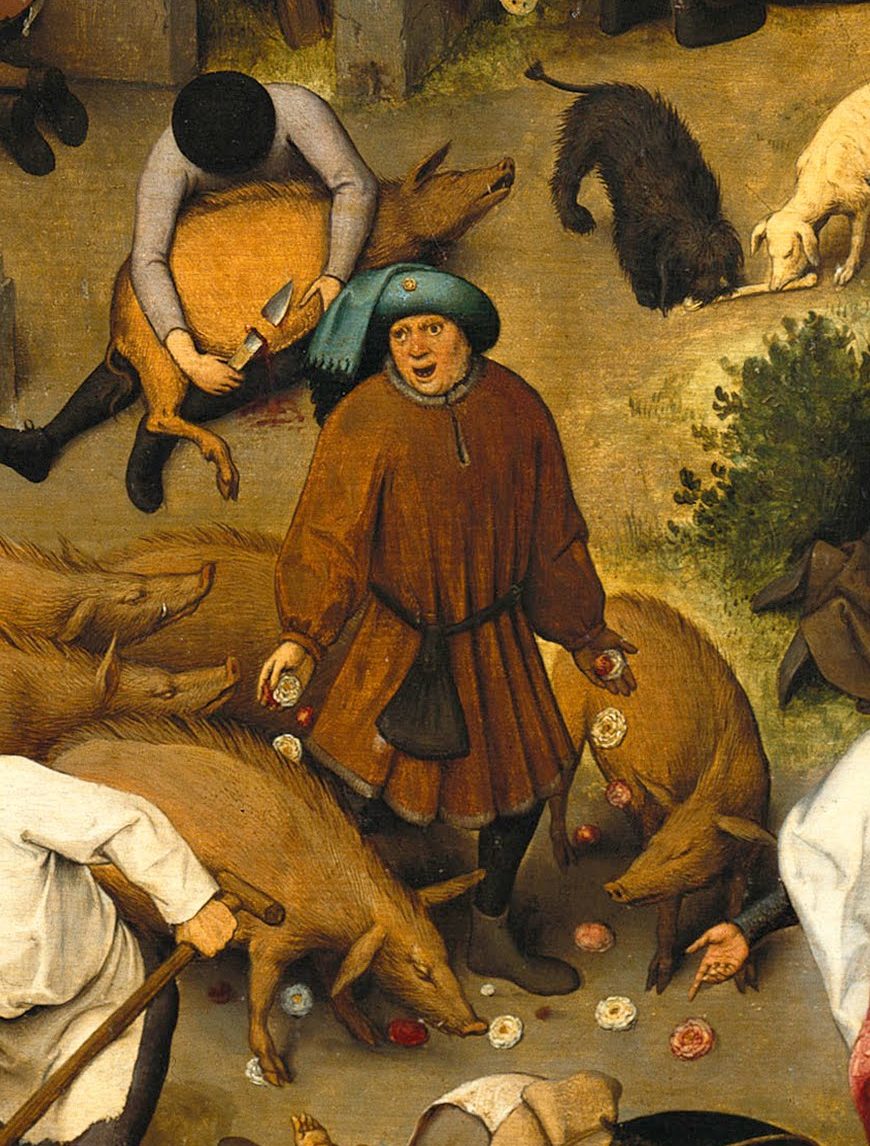
I Nederländska ordspråk från 1559 illustreras en man med rosor och ordspråket ”Rozen (parels) voor de zwijnen werpen”

- Kasta pärlor för svin – Det är inte värt att ge eller satsa medel på den som inte förstår värdet av det. Oftast uttryckt som; Det vore som att kasta pärlor för svin. Starkt negativt omdöme om någons mentala kapacitet. Ursprungligen från Bibeln, Matteus 7:6: ”... och kasta inte pärlor åt svinen, de trampar på dem, vänder sig om och sliter sönder er”. Svin avser här förmodligen vildsvin, i överförd betydelse opportunister och icke kristna.
- Kasta veven – Att dö.[35]
- Kasta yxan i sjön – Ge upp.
- Klapp på axeln – Svagt beröm.[7]
- Klä skott – Få stå till svars för något utan att egentligen ha det direkta ansvaret. Oftast uttryckt som Få klä skott.
- Knyta Hymens band – Att gifta sig. Efter Hymenaios i grekisk mytologi.[36]
- Krypa till korset – Att acceptera någons åsikt, trots att man tidigare opponerat sig mot den.
- Känna sina pappenheimare – Att känna sitt folk, ofta med antydan om att de har vissa betänkliga egenskaper. Ursprungligen från Friedrich Schillers drama Wallensteins död om trettioåriga kriget.

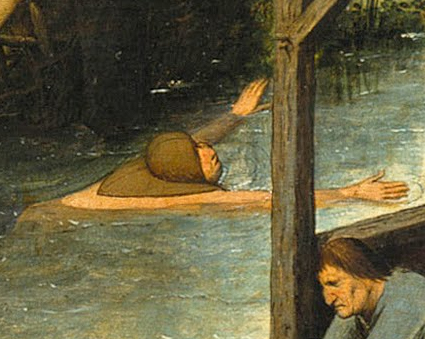
En människa simmar motströms i Nederländska ordspråk från 1559

- Köpa grisen i säcken – Att ge sig in i något utan att ha alla eventuella konsekvenser klara för sig. Även i form av ordspråk; Köp inte grisen i säcken.

## L
- Lacka ur – bli arg på, bli irriterad på. Ursprungligen från månsingspråket, med stavningen Lakk, i betydelsen arg, ilsken.[37]
- Lagens (långa) arm, lagens väktare – Polisväsendet.[3]
- Lapp på luckan – utsålt, till teaterföreställning och liknande (man sätter upp en ”slutsålt”-lapp på biljettluckan)[22]
- Leva ur hand i mun – Leva så man klarar sig för tillfället, men utan långsiktig planering.[7] Ursprungligen från talesättet: Ur hand i mun är fattigmans lott.[källa behövs]
- Ligga i stöpsleven – Någon som är föremål för omprövning och diskussion. ”Stöpslev” är en slev som man smälter bly eller tenn i. Anspelning på gamla tiders spådomar med hjälp av smält bly som hälldes i vatten.
- Ligga någon i fatet – Ursprungligen att ha något, till exempel en arbetsuppgift framför sig. Numera att ha något som pekar emot sig, exempelvis vid tillsättning av en anställning och liknande.
- Lika goda kålsupare. – Jämförelse; några är lika goda kålsupare, den ena är inte bättre än den andra. Ordet ”kålsupare” har ingenting med alkoholintag att göra, utan är en äldre benämning på någon som äter kålsoppa, det vill säga billig mat.
- Lyfta på förlåten – Avslöja något till viss del. Uttrycket har inte sitt ursprung i det svenska verbet ”förlåta”, utan från substantivet ”förlåt” (uttalas för-låt), alltså ett förhänge som döljer något.[38]
- Lyfta sig själv i håret – Anstränga sig själv över sin förmåga. Klara det till synes omöjliga. Från en berättelse om Baron von Münchhausen.
- Lysa med sin frånvaro – Att uppmärksammas genom att inte delta. Exempel: ”Han/hon/de lyste med sin frånvaro”. Från den romerske historieskrivaren Tacitus i skriften Annales.
- Lägga benen på ryggen – Att fly undan en fara så fort man bara kan.
- Lägga korten på bordet – Att berätta (hela) sanningen; att vara ärlig.
- Lägga lök på laxen – Att göra ont värre.[2] Det ursprungliga uttrycket var bara ”lägga lök på”, och syftade främst på klandrande yttranden. Uttrycket missuppfattas dock ibland och ges motsatt betydelse.[39]
- Lägga manken till – Att anstränga sig hårt för att lösa en viss uppgift. Ofta som en uppmaning: ”Du får väl lägga manken till!”. Manken är den främre kraftigare delen på fyrfota däggdjurs rygg, nedanför halsen; används om exempelvis hästar och hundar. Jämför mankhöjd.
- Lägga något på hyllan – Att tills vidare skjuta upp ett projekt eller en verksamhet.
- Lägga näsan i blöt – Att lägga sig i sådant man inte har att göra med.
- Lägga rabarber på något – Passa på att lägga beslag på något värdefullt på ett listigt, helt lagligt, men oftast omoraliskt sätt. Felöversatt från spanska embargo, 'beslag', ursprungligen embargar, 'att arrestera'.[40]
- Lämna någon i sticket – Överge någon som är i fara. Från tyskans jemanden im Stich lassen. Stick avser stickvapen i strid. Även på formen ”Bli lämnad i sticket”
- Läsa lusen av någon – Ge någon en rejäl utskällning.
- Löpa linan ut – Göra något fullt ut, fortsätta ända till slutet.[5]

## M
- Med fingrarna i kakburken/syltburken – Bli påkommen på bar gärning.[7]
- Med hull och hår – Ofta på formen ”Svälja något med hull och hår”.
- Med tvättad hals – Snopen.[7]
- Medaljens baksida – Nackdelarna som inte syns vid en första anblick. Präglingen på medaljens baksida är normalt betydligt mindre påkostad än dess framsida eller helt slät.
- Mellan hägg och syren – En kort tid på försommaren, mellan häggens och syrenens blomningar.
- Mellan skål och vägg – Att tala med varandra i enrum utan att andra personer får reda på vad som sagts; förtroligt. Exempel: ”Lisa hade offentligt alltid kritiserat Olof, men sade mellan skål och vägg att hon hyste stor respekt för honom.”
- Måla fan på väggen – Att i förväg utgå ifrån att en svårighet kommer att uppstå, eller att väsentligt överdriva en komplikation. Även: att överdriva konsekvenserna av en komplikation.
- Mota Olle i grind[41] - I uttrycket mota Olle i grind står namnet för tjurar. Alltså betydde formuleringen egentligen att hindra en tjur från att komma genom grinden. Men uttrycket är känt sedan 1848 och seden att ge namn till oxar och tjurar uppkom under andra hälften 1800-talet. Dessutom var ”Olle” inte ett av de vanligaste tjurnamnen.
- Många bollar i luften – Att hålla på med många olika saker.[7]
- Många järn i elden – Att vara engagerad i många olika saker.[7]
- Många strängar på sin lyra – Att ha många intressen eller talanger.[7]

## N
- Nagel i ögat – Något som är till förtret för någon.[7] Ursprungligen[källa behövs] från Bibeln omskrivet som ”tagg”, senare överfört till ”nagel”, alltså en äldre benämning på spik.
- Nagelfara något – Granska något in i minsta detalj. Den ursprungliga betydelsen var att kontrollera att naglarna satt som de skulle – med nagel i den äldre betydelsen spik eller plugg, som i tyska Nagel och engelska nail.[42] Ej att förväxla med skeppet Nagelfar i den nordiska mytologin.
- Nu trillade polletten ner – Uttryck som betecknar att någon (plötsligt) kommit till insikt om innebörden av en argumentation eller en problematik. Ursprungligen från automater och maskiner, exempelvis en tvätt- eller kaffeautomat, där man erlägger en betalning i form av en pollett i ett myntinkast.
- Nu är det kokta fläsket stekt – När något är riktigt illa, nu får det vara nog.
- Något i hästväg – Något överraskande stort, omfattande eller överdrivet, spektakulärt, fantastiskt, sensationellt. Vulgärt språkbruk i brist på andra uttryckssätt. Djuret häst använt enbart för att kraftigt förstärka det som avses; ”väldigt stor” eller ”väldigt överdriven” etc. Exempel: ”Utställningshallen var något i hästväg”, det vill säga enormt stor. ”Buffén var något i hästväg”, det vill säga dignande av (överdrivet mycket) mat. ”Öppningsceremonin var något i hästväg”, alltså otroligt spektakulär, över förväntan.
- När det kommer till kritan – När något ska avgöras; när allt kommer omkring. Ursprungligen när det är dags att betala det som skrivits upp med krita på svarta tavlan, det som köpts på kredit, köpts på ”krita”.

## O
- Odla sin kål – Att ägna sig åt sina privata intressen, från Diocletianus som drog sig tillbaka från posten som kejsare för att bland annat ägna sig åt sin trädgård.
- Om bakfoten – Att missuppfatta något.[2]
- Ond cirkel – Ogynnsam situation som riskerar att förvärra sig själv.[7]
- Osa katt – Någon känner att den håller på att bli grundlurad. Något otrevligt är på gång. Ofta på formen ”Det osar katt”.
- Oskrivet blad – Person som ännu inte visat några framträdande egenskaper.[7]
- Osvuret är bäst – Det är bäst att inte vara för säker. [43]

## P
- Pang på rödbetan – Rakt på sak, utan omsvep.
- Pippi på något – Vara överdrivet intresserad av något.[7]
- Prata i nattmössan – Att prata som i sömnen. Kommentar till någon som kommer med helt felaktiga påståenden, drar felaktiga slutsatser. Exempel: ”Nu pratar du allt i nattmössan”.
- Pricken över i:et. – Ett sista tillägg som tydligt framhäver eller gör något extra bra/vackert. Från den prick över bokstaven ”i” som förvandlar det enkla strecket till en bokstav.
- Pudra näsan - Används, främst av kvinnor, för att förklara att man ska gå på toaletten. ”Ursäkta mig, jag skulle bara behöva gå och pudra näsan.”
- På efterkälken – Hinner inte med i en utveckling, även i tävling. Känt sedan 1600-talet. Efterkälken motsvarar det dialektala bakkälke, den bakre delen på en släde.
- På en höft – På måfå, på ett ungefär. Även som höfta, uppskatta utan att göra en noggrannare beräkning.
- På ett bräde (t ex betala på ett bräde) – Allt på samma gång.[10]
- På fri fot – Frisläppt från ett häkte eller fängelse.
- På god fot med någon – Att ha ett gott förhållande till någon.[2]
- På grön kvist – Gott ställt ekonomiskt.[2]
- På halsen – Något man tvingas ägna sig åt.[7]
- På hjärnan – Något man är helt uppslukad av.[7]
- På kornet – Fullständigt lik eller träffande.
- På måfå – Planlöst.
- På pin kiv – Att säga eller göra något med det enda syftet att retas. Från förstärkningsordet pin (jämför ”pinfärsk”, ”pinfull”)[38] och kiv, med betydelsen ”gräl som inte är allvarligt”, ”smågräl”.
- På rak arm – Ofta i formen ”det vet jag inte på rak arm”, i betydelsen; personen kan gissa, men inte med säkerhet ge ett korrekt svar förrän han eller hon först kontrollerat fakta.
- På rätt köl, på rät köl – Återställt till ordnade förhållanden.[7]
- På sin mammas gata – Vara hemmastadd, väl förtrogen med de förhållanden som råder.
- På stående fot – Genast.[2]
- På tu man hand – Då man gör någonting i par, två och två, Ofta förtroligt. Jämför ”Mellan fyra ögon”.
- På vid gavel – fullt öppen, vidöppen.[44]
- På vippen – Nära att inträffa. Jämför med betydelsen på norska där uttrycket betyder att vara tungan på vågen inom politiken.[45]
- (Stå med) Skägget i brevlådan – En svår situation man själv försatta sig i.

## R
- Rent mjöl i påsen – Utan något att dölja.[7]
- Rubb och stubb – Allt, även det som tycks värdelöst i sammanhanget. ”Rubb” är den vissna grässtubben som finns kvar från föregående år. ”Stubb” är det som återstår på åkern av säden sen den skördats, jämför ”stubbåker”. Motsvarar rubbet.
- Rund under fötterna – Berusad.
- Råg i ryggen – Moralisk styrka.[7]
- Råka i luven på varandra – Att råka i bråk.
- Rätta mun(nen) efter matsäcken – Anpassa utgifter eller ambitioner till resurserna.[3]
- Räv bakom örat – När en person är oberäknelig.[7]
- Röd tråd – Det genomgående, sammanhållande temat i något större sammanhang. Ofta på formen ”Den röda tråden”
- Rött skynke – Något som väcker stark irritation.[7] Från matadorens röda skynke som avser att reta upp tjuren i tjurfäktning.
- Rött öre – försumbar summa. Ofta ”Inte ha ett rött öre”: vara fullkomligt pank; sakna pengar; luspank. De minsta valörerna förr i tiden var oftast i kopparlegeringar, därav uttrycket.

## S
- Saken är biff – Motsvarar: ”Saken är Oskar”. Sägs om något som är avgjort, problemet är nu löst, eller att man enats om hur man skall lösa det.
- Satt sin sista potatis – Att vara utesluten från vidare deltagande i ett visst sammanhang.[7]

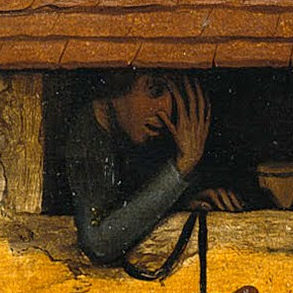
”Se mellan fingrarna” illustrerat i Nederländska ordspråk från 1559

- Se skogen för alla träd – Ofta på formen ”Inte se skogen för alla träd” Att inte se de stora sammanhangen eftersom man koncentrerar sig alltför hårt på detaljer.
- Sent ska syndarna vakna – att alltför sent ta sitt förnuft till fånga / göras det rätta. Uttrycket kommer från Psalm 165 i 1819 års svenska psalmbok. Psalmen är skriven av Franz Michael Franzén.[46][47] I 1986 års psalmbok har psalmen nummer 535, och andra versen inleds med: "För sent skall syndarn vakna".[48]
- Sin beskärda del – Den del som tillkommer en, den del man förtjänat, på gott eller ont.[49]
- Siste man på skansen – Den siste kvarvarande försvararen på fästningsvallen.[50]
- Sitta i orubbat bo – äldre juridisk term, ofta återfunna i testamenten, med betydelsen behålla och disponera boet (arvet) utan arvskifte (efter makens resp. makans död).[51] Används även idag om person som får sitta kvar i en position efter händelse som vissa kan tycka borde föranleda förändrad status, t ex "Själv hade Mussolini kunnat sitta kvar i orubbat bo, och antagligen gått till historien som..."[52]
- Sitta/vara (uppe) i smöret – Ha det gott ställt; att ha det bra; att ha tur. Jämför Komma upp i smöret.
- Sjunga på sista versen – Något är på väg att ta slut, något nedslitet.
- Skaka något ur ärmen – Göra något med till synes stor lätthet. Uttrycket kommer från att ärmar tidigare var mycket rymliga och fyllde samma funktion som fickor och där man förvarade saker som kunde skakas fram vid behov.[53]
- Skelett i garderoben – Variant: Ha lik i garderoben – Något som medvetet eller omedvetet undanhållits som kan ställa någon i dålig dager om det kommer till allmän kännedom.
- Skinn på näsan – Bestämd och viljestark, särskilt om kvinnor.[7]
- Skrida till verket – Sätta igång med något.
- Skrivet i stjärnorna – Något som är förutbestämt eller något som är osäkert.[7]
- Skräda orden – Skickligt välja sina ord. Används ofta i formen att inte skräda orden.
- Skänk från ovan – Någonting man verkligen har behov av och som kommer oväntat.[7]
- Slag i luften – Verkningslöst försök.[7]
- Slå dig/er i backen på – Kraftuttryck för att konfirmera ett sakförhållande. Exempel ”Det kan du slå dig i backen på (att så är fallet)”. Ordet backe ibland ersatt med svordomen ”fan”; ”Det kan du/ni ge dig/er fan på.” Motsvarar ”Det kan du/ni skriva under på.”
- Slå huvudet på spiken – Träffa helt rätt med sina argument i en diskussion.
- Slå ner sina bopålar – Bosätta sig på en viss plats, slå ner huvudpålarna för huset i marken. Ursprungligen om de fyra pålarna i hörnen på (äldre) bostadshus. På tyska som die (vier) Pfähle, 'hus och hem'.[54]
- Slå sina påsar ihop – Att föreslå att börja samarbeta. ”Ska vi slå ihop våra påsar?”; påsar då i betydelsen ”tillgångar”.

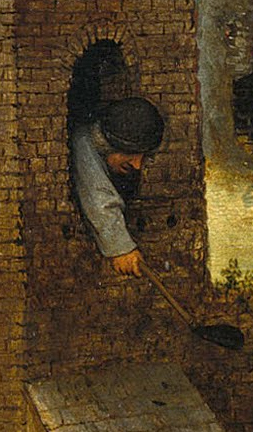
”Slå två flugor i en smäll” illustrerat i Nederländska ordspråk från 1559

- Slå vantarna i bordet – Att gå i konkurs.[55]
- Smaka stövelklacken – Utsättas för starkt övervåld.[56]
- Sminka grisen – Att försöka få något att se bättre ut än vad det är, men utan att lyckas med det.[57][58][59][60] Uttrycket är troligen en försvenskning av engelskans "that would be like putting lipstick on a pig", belagt första gången med exakt de orden i Washington Post, 1985.[61]
- Små grytor har också öron – Barn hör också vad man säger.[3]

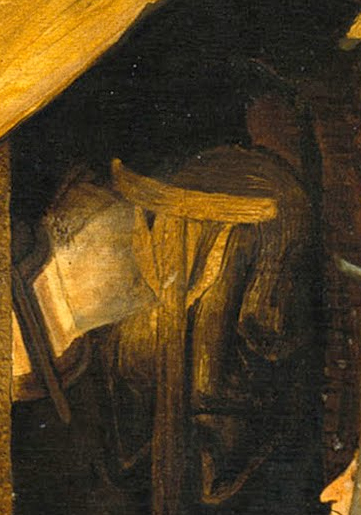
”Sola sig i sin egen glans” illustrerat i Nederländska ordspråk från 1559

- Som ett torrt skinn – Utan syfte och mål.
- Sparv i tranedansen – Känna sig som en sparv i tranornas dans, liten och betydelselös i ett finare sällskap, med alldeles för korta ben. Jämförbart med En katt bland hermelinerna.
- Spel för galleriet/gallerierna – Publikfrieri, "söka slå an på massorna".[62]
- Spela Allan – Att spela tuff eller överlägsen. Den ”Allan” som det är fråga om är Alan Ladd, en amerikansk filmskådespelare i den hårdkokta stilen som förekom i gangster- och äventyrsroller på 1940- och 1950-talet.[63]
- Spotta i nävarna – Ta i, ta nya tag.
- Springande punkten – Det viktigaste argumentet som avgör en diskussion.
- Stadd vid kassa – Har gott om likvida medel, ha tillgång till mycket kontanta pengar som kan omsättas omgående. Stadd är ett äldre ord som i detta sammanhang har betydelsen ”stå i”, ”befinna sig vid”, ”vara i en viss belägenhet”.[64]
- Stick i stäv mot – Raka motsatsen. Exempel ”Det går stick i stäv mot vad vi kommit överens om”. Ursprungligen en seglarterm som beskriver då man lovar an mot vindögat, alltså seglar med fartygets bogspröt och förstäv riktad rakt mot vindriktningen.
- Sticka huvudet i sanden – Blunda för problem som börjar bli uppenbara. Baseras på en felaktig myt om strutsars beteende.
- Sticka under stol med – Ofta på formen ”Inte sticka under stol med”, att säga vad man tycker i ett kanske kontroversiellt ämne.
- Sticka ut hakan – Komma med ett kontroversiellt påstående.
- Stora skor att fylla – Att ärva eller ta över ett stort ansvar.[65]
- Streck i räkningen – Oväntat hinder.[7]
- Stryka på foten/fötterna – Ge vika.[10]
- Sträcka vapen – Kapitulera.[10]
- Styv i nacken/styvnackad – Stolt och självständig eller självgod.
- Stå för fiolerna – Svara för kostnaderna. Ursprungligen av franskans payer les violons som avsåg att underhålla en kvinna som också hade andra älskare.
- Stå pall för något – Orka, uthärda påfrestningar. Exempel: ”Hoppas du står pall för detta?
- Stöta på patrull – Att på något sätt få problem när något ska utföras.
- Suga på ramarna – Att ha det knappt.
- Sväva på målet – Uttala sig obestämt eller osäkert
- Så in i Norden – I hög grad, väldigt mycket
- Så in i vassen – I hög grad, väldigt mycket
- Så split – Att odla eller gynna oenighet som leder till missämja.
- Så tyst att man kan höra en knappnål falla[66] – Att något är mycket tyst, så tyst att man skulle höra en knappnål om den föll till golvet/marken.
- Sånt är livet – Svensk variant av franskans c'est la vie, att foga sig i omständigheterna.
- Sätta en rova – Att ramla plötsligt och tungt.

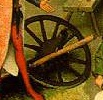
”Sätta käppar i hjulet” illustrerat i Nederländska ordspråk från 1559

- Sätta käppar i hjulet – Att förhindra eller försvåra något, ofta avsiktligt.
- Sätta p för något – Att stoppa något.
- Sätta sitt ljus under skäppan – Att vara alltför blygsam om sina egna talanger.
- Sätta till alla klutar – Att uppbjuda alla krafter.

## T
- Ta bladet från munnen – Tala öppet, säga som det är.
- Ta det säkra före det osäkra eller Ta det säkra för det osäkra – Att välja något som framstår som säkert istället för något som framstår som osäkert.[67]
- Ta gift på något – Försäkra omgivningen om att något är sant. Finns belagt från 1897 i Göteborgs Handels- och Sjöfartstidning, nr 266, sid 3.[68]
- Ta höjd för något – Ta med något i beräkningen.[69]
- Ta kål på något – Att fullständigt förstöra något.
- Ta ner månen – Utföra det omöjliga.[7]
- Ta någon på orden – Att tolka vad någon säger bokstavligt, utan att försöka gissa in några bibetydelser, ironier, sarkasmer eller liknande.
- Ta på kornet – Att skildra naturtroget.
- Ta sig en funderare – Tänka efter.
- Ta sin Mats ur skolan – Att dra sig ur en brydsam eller farlig situation utan förlust eller förödmjukelse; göra sig kvitt något, ”lägga i backen”. Tidigare också med formen ”Ta sin mats ur skogen.[70] Känt sedan 1719. Etymologiskt ursprung förmodligen från den tyska kortspelstermen einen Matsch machen, 'att ta hem eller att förlora alla spelen' (bokstavligen översatt dock 'göra gyttja'; jämför ”storslam”).[71]
- Tagen på sängen – Överraskad, totalt oförberedd på något som man borde ha insett skulle kunna inträffa.
- Tala med bönder på bönders vis och med de lärde på latin – Att anpassa sitt budskap efter mottagarens förutsättningar att förstå vad man talar om. Kommer från Karlfeldts dikt Sång efter skördeanden (”Här dansar Fridolin”)[72]
- Tala ur skägget – Tala tydligt, eller att uppriktigt säga vad man tycker.[7] Även formen "Prata ur skägget" förekommer.
- Tappa hakan – Att se mycket förvånad ut och bli mållös ut utan att kunna dölja det.
- Tappad bakom en vagn – Att vara ointelligent eller ha långsam uppfattningsförmåga.
- Torr bakom öronen – Erfaren och mogen.
- Trampa i klaveret – Att begå ett klumpigt misstag; ofta att säga eller göra något man egentligen inte menar. Även ”ett klavertramp”.
- Tredje gången gillt – Skrockfullt, om något som händer för tredje gången och därför ska gälla.
- Tumme med någon – Att åtnjuta någons förtroende.[3]
- Tända på alla cylindrar – Bli mycket uppspelt eller mycket upprörd.[7]
- Tänka på refrängen – Förbereda sig för att dra sig tillbaka. Uttrycket kommer från Gluntarna, av Gunnar Wennerberg. I sång nr 8, lyder några textrader: "Nu tror jag det kan vara tid / Att tänka på refrängen / Och efter dagens strid och frid / Bege sig hem i sängen."[73][74]

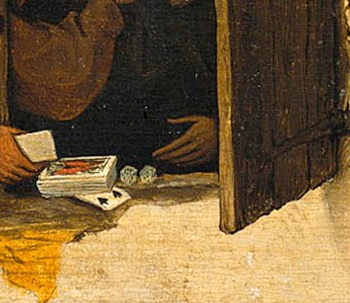
”Tärningen är kastad” illustrerat i Nederländska ordspråk från 1559

## U
- Under bordet, pengar under bordet – I hemlighet, mutor.[7]
- Uppåt väggarna – Galet.[7]
- Ute i ogjort väder – Att företa något utan tillräcklig anledning.[75]

## V

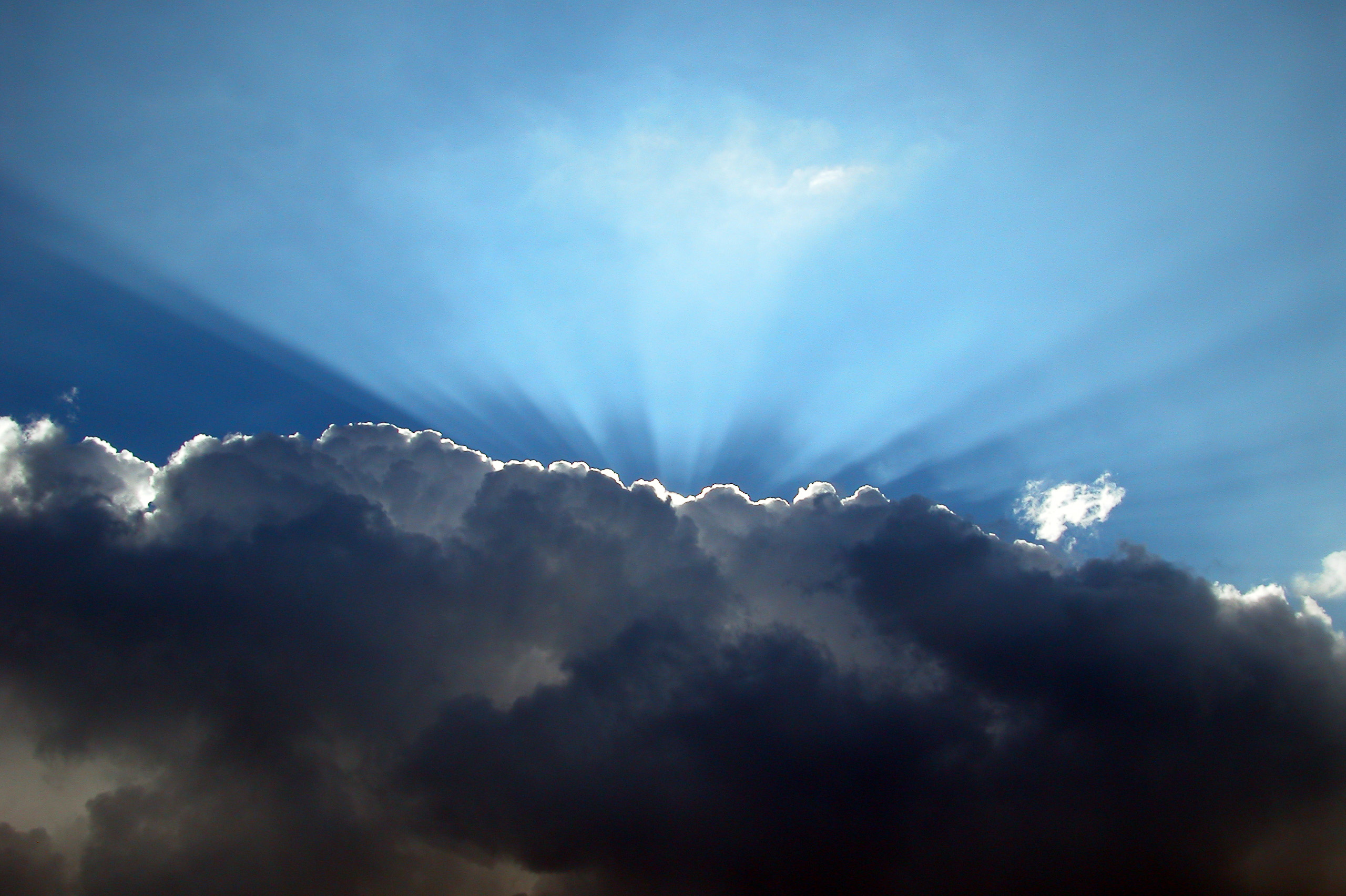
Varje moln har en silverkant

- Varje moln har en silverkant – Det finns en ljusning i varje bedrövelse; bakom varje moln tittar solen fram.[76]
- Varm i kläderna – Van vid förhållandena
- Veta hur en slipsten ska dras – Att någon vet eller förstår hur man skall bete sig eller sköta en sak o. d. (för att få sin vilja fram eller lyckas o. d.).[77]
- Veta var skon klämmer – Komma på något som är känsligt för någon, oftast som en fråga. Ofta på formen ”Det är där skon klämmer” eller som en fråga ”Är det där som skon klämmer?”
- Vila på sina/gamla lagrar – Nöja sig med tidigare uppnådda framgångar. Ursprungligen om lagerblad från Apollons heliga lagerträd; lagerkrans som förärats krigiska segerherrar och vinnare i de Pythiska spelen nära Delfi. (Senare omsatt i seden att förära nyligen promoverade doktorer med en lagerkrans på huvudet.)[78]
- Visa framfötterna – Att ta initiativ, göra något bra.
- Visa sig på styva linan – Att visa sig skicklig på något när andra ser på, att briljera, att skryta.[5]
- Visa var skåpet ska stå – Fälla det viktigaste omdömet eller fatta det viktigaste beslutet, som inte kan ifrågasättas.
- Väcka ont blod
- Vädra morgonluft – Se möjligheter, dra nytta av en situation ofta med ett negativt resultat för andra.

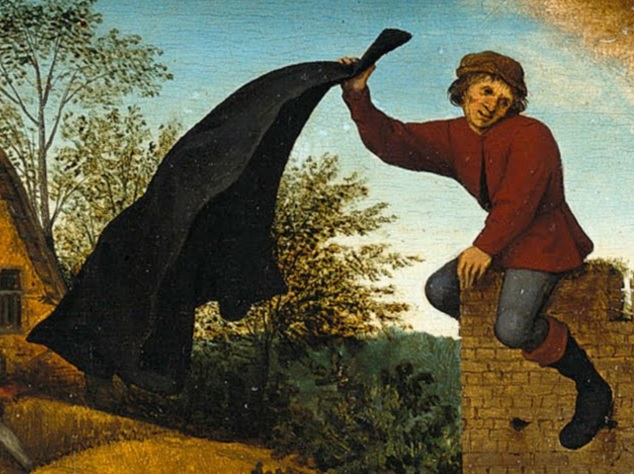
”Vända kappan efter vinden” illustrerat i Nederländska ordspråk från 1559

- Vända kappan efter vinden – Ja-sägare, inte stå för sina åsikter, att ändra sig efter vad andra tycker. Oftast som ett negativt omdöme om en persons grundläggande egenskaper att aldrig våga ha en avvikande åsikt.
- Vända på slantarna – Vara av nöden sparsam. Exempel: ”Man får minsann vända på slantarna om de ska räcka”, egentligen försöka använda pengarna två gånger.
- Väntans tider – Om tidsperiod av väntan. Särskilt graviditet.[7]

## Å
- Åt fanders – När något har gått fel.
- Åt pipsvängen – När något har gått fel. Ursprungligen ur Astrid Lindgrens bok Ronja Rövardotter.

## Ä
- Ända in i kaklet – Hela vägen fram; ända tills man nått målet. Hämtat från simsporten; tills man slår händerna i simbassängens kakel.[79] Populariserat av svenska fotbollslandslagets förbundskapten Tommy Söderberg år 2001.

## Ö
- Öga för öga, tand för tand – Lika för lika: Att straffet ska vara av samma slag som brottet, att en oförrätt ska besvaras med motsvarande handling.[3]
- Över sig given – Förtvivlad.